# Transición a la televisión digital terrestre en los Estados Unidos
La Transición a la televisión digital en los Estados Unidos (también llamado el apagón analógico) es el apagón de la televisión analógica (el método tradicional de transmitir señales de televisión) a exclusivamente digital con programación televisión analógica gratis. La transición de la televisión analógica a la televisión digital ha sido descrita por David Rehr, presidente y presidente ejecutivo de la Asociación Nacional de Organismos de Radiodifusión, que representa "el más significativo avance en la tecnología de la televisión desde que se introdujo la televisión en color ".
En virtud de la Ley de Transición Digital y Seguridad Pública de 2005, la radiodifusión de la televisión analógica en los Estados Unidos dejaría de funcionar después del 17 de febrero de 2009. Para ayudar a los consumidores estadounidenses a través del apagón, la Ley también estableció un programa de cupón de elegibilidad de caja convertidora DTV.
La Ley de retraso a la televisión digital (del inglés DTV Delay Act) cambió la fecha del apagón analógico al 12 de junio, aunque algunas estaciones de televisión se les permitió dejar de transmitir en señal analógica a la digital. La legislación fue promulgada el 4 de febrero de 2009, y el 11 de febrero de 2009, el presidente Obama la firmó convirtiéndola en ley. El propósito de la extensión fue la de ayudar a los millones de hogares que no habían sido capaces de obtener sus cupones y cajas convertidores porque la demanda de cupones superó la financiación prevista en el proyecto de ley inicial, dejando a millones en una lista de espera para recibir los cupones. La financiación adicional para los cupones fue proveída por la Ley de Recuperación y Reinversión de Estados Unidos de 2009. Antes de la medianoche en la fecha límite que había sido el 17 de febrero de 2009, 641 estaciones que representaban el 36 por ciento de EE. UU. empezaron a transmitir exclusivamente en digital.

## Mandato del Congreso
La transmisión de televisión analógica en los Estados Unidos debe terminar completamente en 2009 por ley. Desde el 1 de marzo de 2007, todos los nuevos aparatos electrónicos que reciben señales sobre el aire, incluyendo aparatos móviles, laptops, captura de vídeo y sintonizadores de televisión, y grabadoras de DVD, se les ha requerido que tengan sintonizadores ATSC. Antes de esto, sólo se les pedía a los aparatos con pantallas más grandes. Antes de la culminación de la transición, la mayoría de las radiodifusoras de los EE. UU. empezaron a transmitir sus señales en ambos formatos analógico y digital, aunque algunas decidieron transmitir exclusivamente en digital. Las estaciones digitales, empezaron a transmitir en otro canal, en la cual se le asignó a cada radiodifusora en una elección de canales digitales de tres rondas.
La transición del formato analógico NTSC al formato digital ATSC debía haberse completado originalmente el 17 de febrero de 2009, impuesto por el Congreso con la Ley de Transición Digital y Seguridad Pública de 2005. Seguido del apagón analógico, la FCC ha reasignado los canales 52 al 69 (la banda 700 MHz) para otras redes de comunicación, completando la reasignación de los canales 52–69 que había empezado a finales de los años 1990. Estos canales fueron subastados a principios de 2008, en la cual el ganador tomaría posesión de los canales en junio de 2009. Cuatro canales de esta parte de la emisión del espectro (60, 61, 68, y 69) serán usados para la seguridad pública de comunicaciones (tales como policía, bomberos, rescate). Además, algunas de las frecuencias liberadas, serían usadas para los servicios avanzados de comunicaciones inalámbricas, tales como Qualcomm que planea usar la frecuencia UHF canal 55 por su servicio MediaFLO.
Para las empresas estadounidenses de televisión por cable, la FCC votó a 5-0 el 12 de septiembre de 2007, para ordenar que todos los operadores que sigan transmitiendo sus transmisiones locales en televisión analógica. Este requerimiento durará hasta el 2012, cuando la FCC revise el caso otra vez. Esto tuvo que ser necesario ya que las empresas de cable, incluyendo las más grandes como Comcast, quitaran los canales analógicos locales fuera de su programación.
En 2007, se introdujo una ley en el Congreso de los Estados Unidos llamada Ley de Corrección de Fronteras DTV. Lo que permitiría que todas las estaciones de televisión dentro de un radio de 80 kilómetros (50 millas) de la frontera mexicana, en áreas como San Diego y el Valle de Río Grande, a que tuviesen activas sus señales analógicas por otros cinco años. La ley fue aprobada por el Senado, pero no por la Cámara.
La Ley SAFER fue aprobada por el Congreso en diciembre de 2008 y firmada por el expresidente Bush justo antes de Navidad. La ley ha sido llamada como "analog nightlight Act" traducido literalmente como la "Ley de la lámpara de noche analóica", que permite a las estaciones analógicas en canales que no tienen interferencia con las estaciones que están en transición digital, la opción de dejar de transmitir en formato analógico por otros 30 días, pero solo para proveer información de desastre e información con respecto a la transición digital. 
Debido a que el Departamento de Comercio no tuvo más dinero para cupones adicionales para las cajas convertidoras, y además, el equipo de Investidura de Barack Obama le pidió al Congreso el 8 de enero de 2009, que retrasase el apagón de la señal analógica de televisión. El Departamento de Comercio anunció el 5 de enero de 2009, que los $1,34 millones para los cupones se habían gastado. Gene Kimmelman de la Unión de Consumidores, querían el retraso, porque temían que las personas de la tercera edad, y aquellas personas pobres de las afueras de las ciudades, quedasen sin señal.  Al hablar con un grupo de residentes como parte de una campaña a nivel nacional para persuadir a las personas para que se actualizaran al nuevo formato, el gerente de FCC Kevin Martin dijo en Raleigh, Carolina del Norte, que el retraso era "poco probable". Dijo que sería "injusto" a todas aquellas personas que han hecho el esfuerzo para cambiarse, y para los que compraron la reasignación de espectro que se vendió con el entendimiento al que se pondría fin a las emisiones analógicas el 17 de febrero de 2009. A pesar de eso, el Congreso aprobó el retraso.